# 安塞尔姆·加埃唐·德马雷
安塞爾姆·加埃唐·德馬雷（法語：Anselme Gaëtan Desmarest，1784年3月6日—1838年6月4日）是一名法國動物學家和作家。他是尼古拉·德馬雷之子，尤金·安塞爾姆·塞巴斯蒂安·萊昂·德馬雷之父。德馬雷是喬治·居維葉和亞歷山大·布隆尼亞爾的弟子，1815年，他接替皮埃爾·安德烈·拉特雷耶成為阿爾弗特國立獸醫學院動物學教授。他於1819年入選美國哲學學會，1820年入選國立醫學科學院。
德馬雷出版了《靚唐納雀、侏儒鳥和短尾鴗自然史》（1805年）、《甲殼類動物總論》（1825年）、《哺乳動物目錄或哺乳動物物種描述》（1820年）和《自然科學字典》（1816-30年，與安德烈·馬里·康斯坦·迪梅里合著）。他的《哺乳動物目錄》非常重要，因為其中全面列出了當時已知的所有哺乳動物，包括活體和僅從化石中得知的已滅絕動物。德馬雷是第一批將屬名和種名常規用於動物的科學家之一。在他之前，通常的做法是只給科學界新發現的動物取屬名。
酸藻（Desmarestia）以德馬雷的名字命名。